# Зоткин, Михаил Михайлович
Михаил Михайлович Зо́ткин (1902—1978) — советский инженер-нефтяник.

## Биография
В 1937 году окончил Московский нефтяной институт и был направлен на службу в НКВД. Назначен начальником промысла № 1 Ухтпечлага.
С 22 августа 1938 года главный инженер Ухто-Ижемского лагеря.
С 22.10.1940 старший лейтенант государственной безопасности.
С 1948 года начальник треста «Войвожнефть» Ухтинского комбината МВД.
Один из редакторов книги: Шахтная разработка нефтяных месторождений / А. Я. Кремс, С. Ф. Здоров, С. М. Бондаренко, А. И. Адамов; под ред. М. М. Зоткина, А. А. Шмелева. — Москва : Гостоптехиздат, 1955. — 274 с.

## Награды и премии
- Сталинская премия второй степени (1947) — за разработку и внедрение шахтного способа добычи нефти в условиях Ухты
- Сталинская премия третьей степени (1951) — за открытие месторождений полезных ископаемых.
- орден «Знак Почёта» (26 апреля 1940)
- орден Трудового Красного Знамени (13 декабря 1944)
- медали